# Longitarsus tabidus

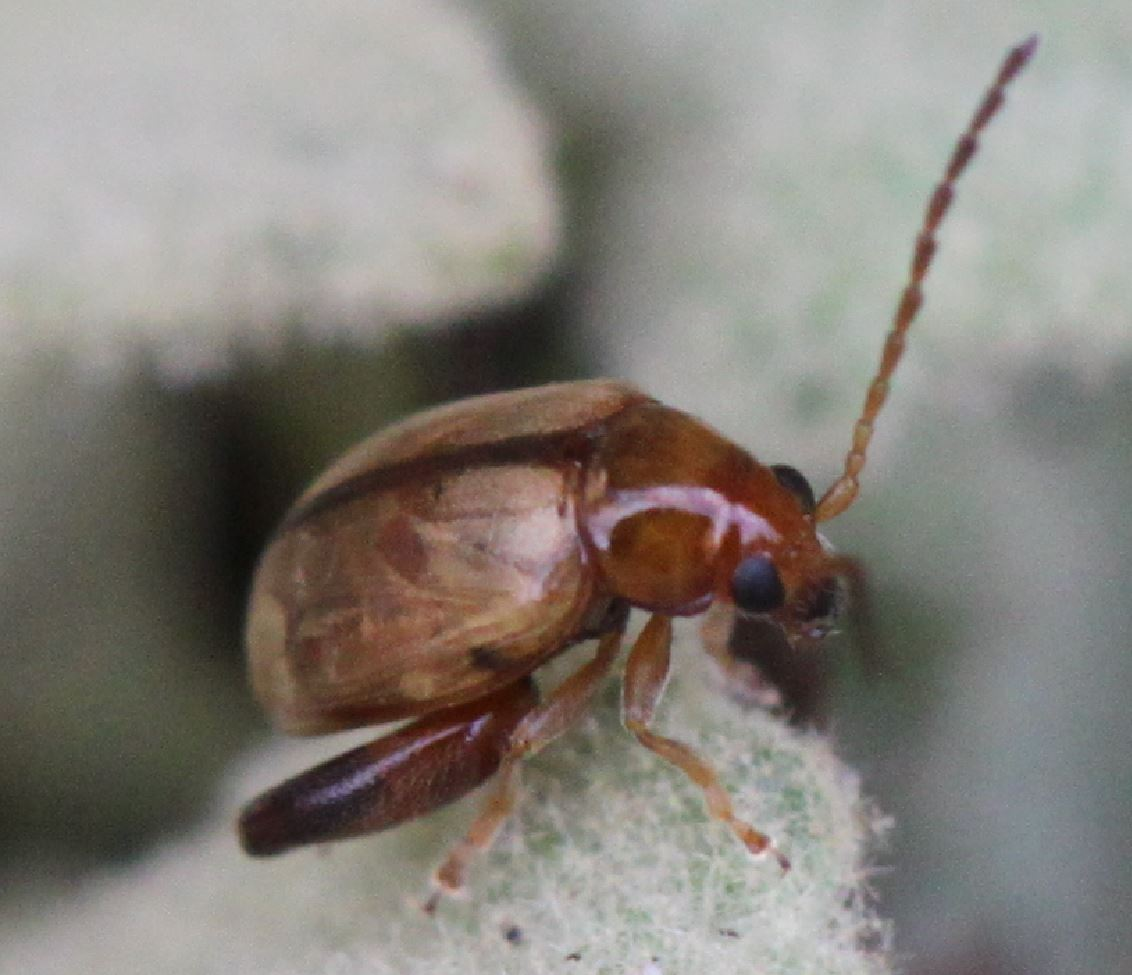
Longitarsus tabidus

Longitarsus tabidus, dt. Königskerzen-Erdfloh, gehört zu den Flohkäfern (Tribus Alticini, Unterfamilie Galerucinae) aus der Familie der Blattkäfer (Chrysomelidae).

## Merkmale
Die Käfer werden 3 bis 4,5 Millimeter groß.  Die Grundfärbung der Käfer ist gelbbraun. Die meist etwas helleren Flügeldecken besitzen häufig einen dunklen Saum entlang der Naht. Die etwas dunkleren hinteren Femora sind wie bei allen Flohkäfern verdickt. Die Hinterschienen besitzen einen langen Enddorn. Die Art ist allein anhand von Färbungsmerkmalen nicht von zahlreichen ähnlich aussehenden Vertretern der Gattung unterscheidbar.
Die Käfer besitzen normalerweise voll entwickelte Hinterflügel und sind flugfähig, es wurden aber auch Formen mit verkürzten Hinterflügeln (brachyptere Exemplare) beschrieben.

## Lebensweise
Die Erdflöhe findet man auf Wiesen, an Waldrändern, in Heidelandschaften sowie auf Sandböden. Man findet sie schon in der zweiten Februarhälfte unter den Grundrosettenblättern von Königskerzen. Insbesondere zwischen April und November beobachtet man die Imagines. Die Art überwintert als Imago, möglicherweise auch als Larve und als Ei. In Mitteleuropa werden Imagines im Frühjahr beobachtet, wenn sie ihre Winterquartiere verlassen. Sie legen dann noch im Frühjahr Eier ab, die Larven entwickeln sich bis zum Sommer, verpuppen sich und die neue Generation schlüpft noch im Sommer aus, so dass sich in der Phänologie eine zweigipflige Häufigkeitskurve ergibt. In Litauen wurden Imagines nur von Juli bis September beobachtet.  Die ausgewachsenen Käfer fressen an den Blättern und Blüten, die Larven an den Wurzeln von Königskerzen (Verbascum). Bei Gefahr springen die Käfer mit Hilfe ihrer starken Hinterbeine ähnlich Flöhen.

## Vorkommen
Die Art kommt in der Paläarktis vor. Sie ist in Europa weit verbreitet und ist auch in Großbritannien vertreten. Im Süden reicht ihr Verbreitungsgebiet bis nach Nordafrika. Nach Osten ist sie über die Levante und Kleinasien, den Kaukasus, Zentral- und Ostasien (Mongolei, China) bis nach Japan verbreitet. Individuen aus Japan wurden als Unterart Longitarsus tabidus orientalis abgetrennt. Es gibt eine Reihe sehr ähnliche und vermutlich nahe verwandte Arten (die tabidus-Artengruppe).

## Taxonomie
Die Art wurde von Fabricius, als Altica tabida, erstbeschrieben. Sie gehört in der Gattung Longitarsus in die Untergattung Longitarsus s.str.. Ein Synonym ist Longitarsus verbasci (Panzer, 1794).